# 武仙座14b
武仙座14b是一颗位于武仙座、距离地球59光年的系外行星，其母星为武仙座 14。该行星体积接近于木星，但是质量大于木星。1998年7月日内瓦系外行星搜索团队发现了该行星。在当时，它是已发现的系外行星中轨道周期最长的，不过随后又发现了周期更长的系外行星。

## 发现
和发现大多数系外行星一样，科学家是通过测定由于行星引力引起的恒星径向速度而发现这颗行星的，而其径向速度的测定则是通过精确测量武仙座14光谱的多普勒频移得出的。而在该项测定之前，也有人认为武仙座14事实上是一个光谱双星系统，这种解释也能与其多普勒频移现象相吻合。

## 轨道与质量
依巴谷卫星所作的初步测量表明该行星的轨道与天球切面的倾角达到了155.3°，由此可推算出其真实质量为木星的11.1倍——该质量逼近了氘聚变的临界值，而某些天文学家也将此作为行星与褐矮星的分野。 但是随后的分析表明依巴谷卫星的测量结果并不精确，所以该行星的轨道倾角和质量还是未知数。天文学家正在通过哈勃空间望远镜测定其轨道倾角，结果有望在2009年中期公布。 同时该行星也是盖亚计划和太空干涉测量任务等未来天体测量计划的目标之一。

## 直接成像
由于武仙座14系统距离太阳系较近，且武仙座14b与其母星的距离较远，使得两者之间的角距离较大，所以有可能得到该行星的直接成像图。但是科学家使用冒纳凯阿火山上的3.60米自适应光学加拿大-法国-夏威夷联合望远镜仍然无法拍摄到直接成像图，这进一步表明该星体并非恒星或褐矮星，而很有可能是一颗行星（因为天体质量越大，其亮度就越高，也就越容易探测到）。未来的空间任务——如新世界计划将可能直接得到其成像图，并测定其半径、质量、轨道和大气特征。